# Староянбеково
Староянбеково (баш. Иҫке Йәнбәк) — деревня в Кармаскалинском районе Республики Башкортостан Российской Федерации. Входит в состав Адзитаровского сельсовета.

## География

### Географическое положение
Расстояние до:
- районного центра (Кармаскалы): 45 км
- центра сельсовета (Адзитарово): 11 км
- ближайшей ж/д станции (Давлеканово): 35 км

## Население
| 2002 | 2009 | 2010 |
| ---- | ---- | ---- |
| 99   | ↘89  | ↗92  |

Национальный состав
Согласно переписи 2002 года, преобладающая национальность — башкиры (99 %).